# Acrodactyla iliensis
Acrodactyla iliensis är en stekelart som beskrevs av Mao-Ling Sheng och Bian 1996. Acrodactyla iliensis ingår i släktet Acrodactyla och familjen brokparasitsteklar. Inga underarter finns listade i Catalogue of Life.